# James (dopływ Missouri)
James (ang. James River) – rzeka w Stanach Zjednoczonych, w stanach Dakota Północna i Dakota Południowa, dopływ Missouri.
Źródło rzeki znajduje się w pobliżu osady Chaseley, w hrabstwie Wells, w Dakocie Północnej. Niemal na całej długości rzeka płynie w kierunku południowym i południowo-wschodnim. Uchodzi do rzeki Missouri w pobliżu miasta Yankton, w Dakocie Południowej.
Nad rzeką położone są miasta Jamestown, Huron oraz Mitchell.
Długość rzeki wynosi 1143 km, a powierzchnia jej dorzecza około 57 000 km².